# Rob Pieters
Robrecht (Rob) Pieters (Utrecht, 17 december 1959) is een Nederlandse kinderoncoloog. Hij is initiator en een van de oprichters van het Prinses Máxima Centrum voor kinderoncologie. Als Chief Medical Officer (CMO) geeft hij leiding aan de integratie van zorg en research op het gebied van de kinderoncologie.. Bij het Prinses Máxima Centrum is Pieters ook groepsleider van het onderzoek naar acute lymfatische leukemie (ALL) bij kinderen. Hij is tevens als hoogleraar kinderoncologie verbonden aan de Universiteit Utrecht.

## Biografie
Pieters studeerde bewegingswetenschappen en geneeskunde aan de Vrije Universiteit van Amsterdam en promoveerde in 1991 met een proefschrift over chemotherapie resistentie bij kinderen met leukemie. Zijn opleiding tot kinderarts rondde hij in 1995 af, waarna hij tot 1998 werkzaam was op de afdeling kinderoncologie/hematologie/immunologie in het VU-ziekenhuis te Amsterdam.
Hij verkreeg een fellowship van het Koningin Wilhelmina Fonds voor de Nederlandse Kankerbestrijding (KWF), dat hem in staat stelde om tussen 1996 en 1998 kennis en ervaring op te doen bij de afdelingen hematologie van het VUmc, beenmergtransplantie van het LUMC, kinderoncologie van het VUmc en kinderoncologie van het AMC. 
In laatstgenoemde periode (1996-1998) was Pieters tevens universitair hoofddocent kinderoncologie/hematologie aan de Vrije Universiteit van Amsterdam.
Van 1999 tot 2014 was hij hoofd kinderoncologie/hematologie van het Sophia Kinderziekenhuis van het Erasmus MC in Rotterdam. Van 2000 – 2017 was hij hoogleraar kinderoncologie aan de Erasmus Universiteit Rotterdam en sinds 2017 is hij hoogleraar kinderoncologie aan de Universiteit Utrecht.
Rob Pieters was in 2007 samen met een aantal andere professionals en ouders van kinderen met kanker de drijvende kracht achter de samenwerking van SKION (Stichting Kinderoncologie Nederland) en de VOKK (Vereniging Ouders, Kinderen en Kanker, sinds 2020 Vereniging Kinderkanker Nederland) om te komen tot bundeling van alle kinderoncologische expertise op zorg- en research gebied in één nationaal centrum. Vanaf eind 2013 heeft hij als lid van de raad van bestuur (Chief Medical Officer) verder gewerkt aan de realisatie van dit centrum, het Prinses Máxima Centrum hetgeen leidde tot het grootste kinderkankercentrum van Europa. Sinds de officiële opening in 2018 stuurt hij de wisselwerking tussen zorg en research aan om sneller tot nieuwe en betere behandelingen te komen om meer kinderen met kanker te genezen met zoveel mogelijk kwaliteit van leven. Dit is ook de missie van het Prinses Máxima Centrum voor kinderoncologie: alle kinderen met kanker genezen, met optimale kwaliteit van leven.
Als wetenschapper heeft Pieters zich onderscheiden met zijn onderzoek op het gebied van acute lymfatische leukemie (ALL) bij kinderen en de ontwikkeling van gepersonaliseerde therapieën voor deze kinderen. Pieters heeft meer dan 600 wetenschappelijke publicaties op zijn naam staan. Hij heeft als promotor ruim 50 proefschriften op het gebied van kanker bij kinderen begeleid. Hij is voorzitter of lid van vele internationale verenigingen, commissies, besturen en adviesorganen op het gebied van de kinderoncologie.
Zijn sterke overtuiging dat onderzoek de sleutel biedt naar snellere en betere genezing, maakte hem vanaf het begin van zijn loopbaan een warm pleitbezorger van fondsenwerving voor specifiek onderzoek naar kinderkanker. Dit inspireerde marketeer Frits Hirschstein in 2002 tot de oprichting van KiKa. Pieters is tevens bestuurslid van de Prinses Máxima Centrum Foundation.
Voor zijn vele werk en grote betekenis voor kinderen met kanker en de oprichting van het Prinses Máxima Centrum werd Pieters in 2018 koninklijk onderscheiden en benoemd als Officier in de Orde van Oranje Nassau. 

## Onderscheidingen
- 1992: Schweisguth Prize of the International Society of Paediatric Oncology
- 2014: ODAS prijs
- 2018: Officier in de Orde van Oranje Nassau

## Belangrijkste publicaties
Rob Pieters heeft meer dan 600 publicaties op zijn naam staan die gezamenlijk meer dan 23.000 keer geciteerd zijn. Zijn publicaties staan op Web of Science en op PubMed.
1. Pieters R, Loonen AH, Huismans DR, Broekema GJ, Dirven MWJ, Heyenbrok MW, Hählen K, Veerman AJP. In vitro drug sensitivity of cells from children with leukemia using the MTT assay with improved culture conditions. Blood 1990; 76: 2327-36.
2. Pieters R, Huismans DR, Loonen AH, Hählen K, van der Does-van den Berg A, van Wering ER, Veerman AJP. Relation of cellular drug resistance to long-term clinical outcome in childhood acute lymphoblastic leukemia. Lancet 1991; 338: 399-403.
3. Holleman A/Cheok MH*, den Boer ML, Yang W, Veerman AJ, Kazemier KM, Pei D, Cheng C, Pui CH, Relling MV, Janka-Schaub GE, Pieters R/Evans WE*. Gene-expression patterns in drug-resistant acute lymphoblastic leukemia cells and response to treatment. N Engl J Med 2004;351:533-42. (* shared 1st and last authorship.
4. Lugthart S/Cheok MH*, den Boer ML, Yang W, Holleman A, Cheng C, Pui CH, Relling MV, Janka-Schaub GE, Pieters R/Evans WE*. Identification of genes associated with chemotherapy crossresistance and treatment response in childhood acute lymphoblastic leukemia. Cancer Cell 2005;7:375-386. (*shared 1st and last authorship)
5. Stam RW, den Boer ML, Schneider P, Nollau P, Horstmann M, Beverloo HB, van der Voort E, Valsecchi MG, de Lorenzo P, Sallan SE, Armstrong SA, Pieters R. Targeting FLT3 in primary MLL gene rearranged infant acute lymphoblastic leukemia. Blood 2005;106:2484-2490.
6. Vlierberghe van P, van Grotel M, Beverloo HB, Lee C, Helgason T, Buijs-Gladdines J, Passier M, van Wering ER, Veerman AJP, Kamps WA, Meijerink JPP, Pieters R. The cryptic chromosomal deletion, del(11)(p12p13), as a new activation mechanism of LMO2 in pediatric T- cell acute lymphoblastic leukemia. Blood 2006;108:3520-3529.
7. Pieters R, Schrappe M, de Lorenzo P, Hann I, de Rossi G, Felice M, Hovi L, Leblance T, Szczepanski T, Ferster A, Janka G, Rubnitz J, Silverman L, Stary J, Campbell M, Li CH, Mann G, Suppiah R, Biondi A, Vora A, Valsecchi MG. A treatment protocol for infants younger than 1 year with acute lymphoblastic leukaemia (Interfant-99) : an observational study and a multicentre randomised trial. Lancet 2007; 370:240-250.
8. Pieters R, Appel I, Kuehnel HJ, Tetzlaff-Fohr I, Pichlmeier U, van der Vaart I, Visser E, Stgter R. Pharmacokinetics, pharmacodynamics, efficacy and safety of a new recombinant asparaginase preparation in children with previously untreated acute lymphoblastic leukemia – A randomized phase II clinical trial. Blood 2008;112:4832-4838.
9. Boer den ML, van Slegtenhorst M, De Menezes RX, Cheok MH, Buijs-Gladdines JGCAM, Peters STCJM, van Zutven LJCM, Beverloo HB, van der Spek PJ, Escherich G, Horstmann MA, Janka/Schaub GE, Kamps WA, Evans WE, Pieters R. A subtype of childhood acute lymphoblastic leukaemia with poor treatment outcome: a genome-wide classification study. Lancet Oncol 2009;10:125-134.
10. Stam RW, Schneider P, Hagelstein JA, van der Linden MH, Stumpel DJ, de Menezes RX, de Lorenzo P, Valsecchi MG, Pieters R. Gene expression profiling-based dissection of MLL translocation and MLL germline acute lymphoblastic leukemia in infants. Blood 2010;115:2835-2844.
11. Biondi A, Schrappe M, De Lorenzo P, Castor A, Lucchini G, Gandemer V, Pieters R, Stary J, Escherich G, Campbell M, Li CK, Vora A, Arico M, Röttgers S, Saha V, Valsecchi MG. Imatinib after induction for treatment of children and adolescents with Philadelphia-chromosome-positive acute lymphoblastic leukemia (EsPhALL): a randomised, open-label, intergroup study. Lancet Oncol 2012;13:936-945.
12. Pritchard-Jones K, Pieters R, Reaman GH,Hjorth L, Downie P, Calaminus G, Naafs-Wilstra MC, Steliarova-Foucher E. Sustaining innovation and improvement in the treatment of childhood cancer: lessons from high-income countries. Lancet Oncol 2013;14:e95-e103.
13. Pui CH, Yang JJ, Hunger SP, Pieters R, Schrappe M, Biondi A, Vora A, Baruchel A, Silverman LB, Schmiegelow K, Escherich G, Horibe K, Benoit YCM, Izraeli S, Yeoh AEJ, Liang DC, Downing JR, Evans WE, Relling MV, Mullighan CG. Childhood acute lymphoblastic leukemia: Progress through collaboration. J Clin Oncol 2015;33:2938-2948.
14. Biondi A, Gandemer V, de Lorenzo P, Cario G, Campbell M, Castor A, Pieters R, Baruchel A, Vora A, Leoni V, Stary J, Escherich G, Li CH, Cazzaniga G, Cave H, Bradtke J, Conter V, Saha V, Schrappe M, Valsecchi MG. Imatinib treatment of pediatric Ph+ acute lymphoblastic leukemia EsPhALL2010): a prospective, intergroup, open-label, single-arm clinical trial. Lancet Haematol 2018;5:e641-52.
15. Brown P, Pieters R, Biondi A. How I treat infant leukemia. Blood 2019; 133: 205-214.
16. Kearns PR, Vassal G, Ladenstein R, Schrappe M, Biondi A, Blanc P, Eggert A, Kienesberger A, Kozhaeva O, Pieters R, Schmiegelow K. A European Paediatric cancer mission: aspiration or reality? Lancet 2019: 20: 1200-1202.
17. Pieters R, de Lorenzo P, Ancliff P, Aversa LA, Brethon B, Biondi A, Campbell M, Escherich G, Ferster A, Gardner RA, Kotecha RS, Lausen B, Li CK, Locatelli F, Attarbashi A, Peters C, Rubnitz JE, Silverman LB, Stary J, Szczepanski T, Vora A, Schrappe M, Valsecchi MG. Outcome of infants younger than 1 year with acute lymphoblastic leukemia treated with the Interfant-06 protocol: results from an international phase III randomized study. J Clin Oncol 2019: 37:2246-2256.
18. Reedijk AMJ, Coebergh JWW, de Groot-Kruseman HA, van der Sluis IM, Kremer LC, Karim-Kos HE, Pieters R. Progress against childhood and adolescent acute lymphoblastic leukemia in the Netherlands, 1990-2015. Leukemia 2020: epub. doi: 10.1038/s41375-020-01024-0
19. den Boer ML, Cario G, Moorman AV, Boer JM, de Groot-Kruseman HA, Fiocco M, Escherich G, Imamura T, Yeoh A, Sutton R., Dalla-Pozza L, Kiyokawa N, Schrappe M, Roberts KG, Mullighan CG, Hunger SP, Vora A, Attarbaschi A, Zaliova M, Elitzur S, Cazzaniga G, Biondi A, Loh ML, Pieters R. Outcomes of paediatric patients with B-cell acute lympocytic leukaemia with ABL-class fusion in the pre-tyrosine-kinase inhibitor era: a multicentre, retrospective, cohort study. Lancet Haematol 2021: 8: e55-66.
20. Stutterheim J, Van der Sluis IM, de Lorenzo P, Alten J, Ancliffe P, Attarbaschi A, Brethon B, Biondi A, Campbell M, Cazzaniga G, Escherich G, Ferster A, Kotecha RS, Lausen B, Li CK, Lo Nigro L, Locatelli F, Marschalek R, Meyer C, Schrappe M, Stary J, Vora A, Zuna J, van der Velden VHJ, Szczepanski T, Valsecchi MG, Pieters R. Clinical implications of minimal residual disease detection in infants with KMT2A rearranged acute lymphoblastic leukemia treated on the Interfant-06 protocol.J Clin Oncol 2021:39:652-662.